# Cum universi
Cum universi (latín: Con el yugo) fue una bula papal escrita por el Papa Celestino III, emitida el 13 de marzo de 1192. La bula puso fin al reclamo del arzobispo de York a la jurisdicción metropolitana en Escocia y estableció una iglesia nacional independiente.

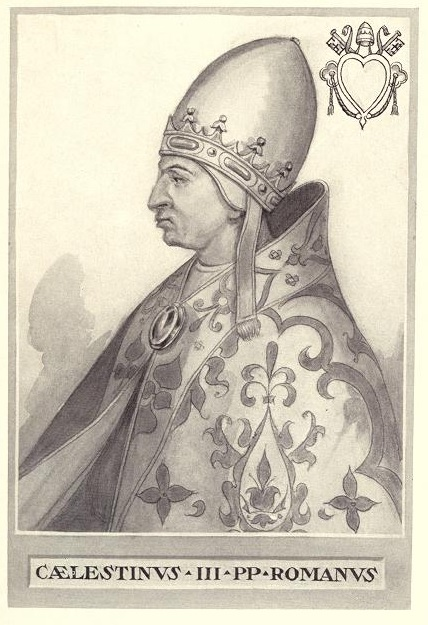
Papa Celestino III, escritor de la bula.

## Contexto
Antes de la publicación de la bula papal, la iglesia en Escocia no tenía autoridad metropolitana a través de un arzobispo. El Papa Pascual II había intentado en 1100 atribuir la autoridad metropolitana del arzobispo de York a Escocia en su carta Noscat dilectio.
Noscat dilectio se escribió sobre la promoción de Gerard, obispo de Hereford al arzobispado de York, ordenando a los obispos escoceses obedecer a Gerard y aceptar su autoridad, lo que los obispos escoceses se negaron a hacer.
Tras la consagración del arzobispo Thurstan de York por el papa Calixto II, se montó una campaña más vigorosa para insistir en que se reconociera la autoridad de York en Escocia. Aunque tanto Calixto como los sucesivos papas ordenaron la obediencia de los obispos escoceses a York, los obispos de St. Andrews y Glasgow se negaron, instigados por el rey Alejandro y el rey David.
En abril de 1125, el papa Honorio II escribió al rey David ordenándole que recibiera al cardenal Juan de Crema como legado papal para investigar el asunto de la continua controversia con la autoridad metropolitana del arzobispo Thurstan y los obispos escoceses. La investigación fue infructuosa y en 1126 , el Papa convocó a los obispos escoceses a Roma durante la Cuaresma de 1127 para una investigación sobre su relación con York.

## Derechos establecidos en la bula
La bula surgió como resultado de la controversia, y por primera vez en la historia eclesiástica de Escocia, la iglesia se refiere a una entidad, que comprende las diócesis de St. Andrews, Glasgow, Dunkeld, Dunblane, Brechin, Aberdeen, Moray, Ross y Caithness. La bula luego continúa describiendo los derechos vinculados a la iglesia:
- La iglesia era una 'hija especial' de la sede apostólica sin intermediarios.
- Nadie podía imponer un interdicto en el reino de Escocia excepto el Papa o su legado.
- Ningún extranjero puede ser legado en Escocia a menos que sea enviado específicamente por el Papa.
- Las disputas que surgieron dentro del reino de Escocia no podían ser escuchadas fuera de él, a menos que hubiera un llamamiento directo a la Santa Sede.

La bula es vista como un momento crucial en la historia de la iglesia medieval escocesa y fundamental en la eliminación de las influencias inglesas en los asuntos eclesiásticos escoceses.

## Anexos
- Bulas